# Себеріо
Себеріо (баск. Zeberio (офіційна назва), ісп. Ceberio) — муніципалітет в Іспанії, у складі автономної спільноти Країна Басків, у провінції Біская. Населення — 1054 особи (2009).
Муніципалітет розташований на відстані близько 310 км на північ від Мадрида, 13 км на південний схід від Більбао.
На території муніципалітету розташовані такі населені пункти: (дані про населення за 2009 рік)
- Амесола: 22 особи
- Аркуланда: 121 особа
- Аресандіага: 147 осіб
- Аргіньяно: 45 осіб
- Арільца-Олацар: 101 особа
- Ермітабаррі-Ібарра: 133 особи
- Гесала: 20 осіб
- Солачі: 29 осіб
- Уріондо: 18 осіб
- Субіальде: 418 осіб

## Демографія
Динаміка населення (INE ):

## Галерея зображень

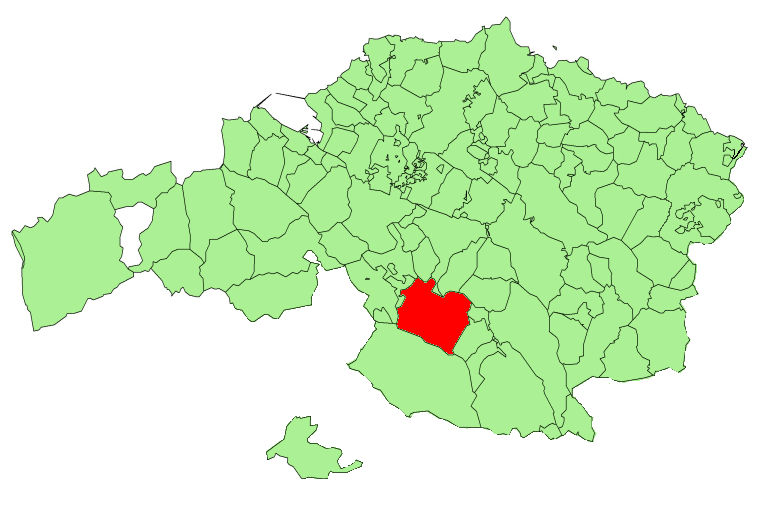
Розташування муніципалітету